# 伯多祿·加斯帕里
伯多禄·加斯帕里（義大利語：Pietro Gasparri，1852年5月5日—1934年11月18日），是罗马教廷的红衣主教、圣座国务卿，1929年2月11日与贝尼托·墨索里尼签署《拉特朗条约》。